# خوستوپ
خوستوپ (به ارمنی: Խուստուփ) یک کوه در استان سیونیک است که در ارمنستان واقع شده‌است. رودخانه واچاگان از قله‌های این کوه سرچشمه می‌گیرد.

## خصوصیات
خوستوپ ۳٬۲۰۱ متر بالاتر از سطح دریا واقع شده‌است.

## نگارخانه

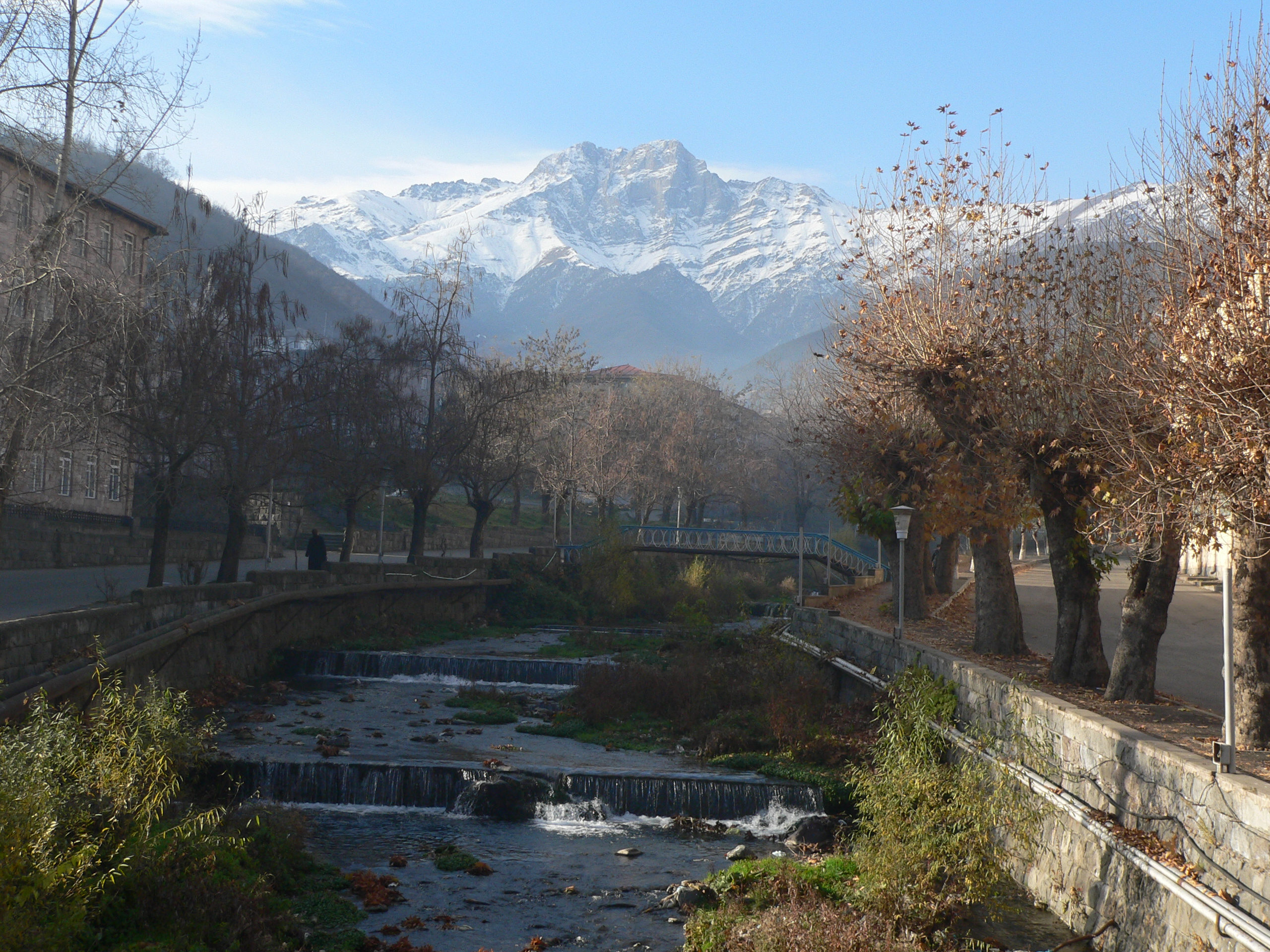
نمای خوستوپ از کاپان
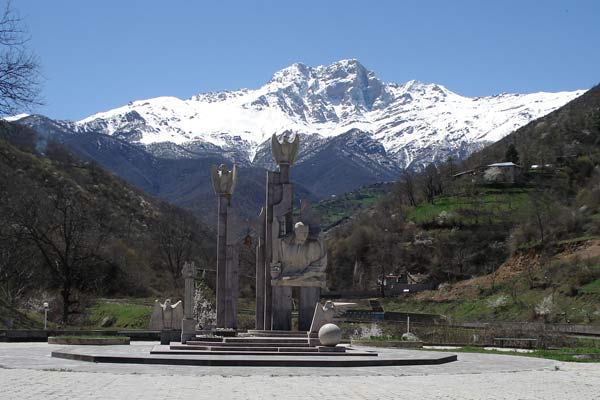
مجسمه یادبود گارگین نژده در کاپان